# Веселин Хаджиниколов
Веселин Димитров Хаджиниколов (1917 – 2003) e български историк, академик на БАН.

## Биография
Роден е на 4 май 1917 г. в град Пазарджик, но прекарва юношеството си в град Пещера.
Завършва Пловдивската семинария през 1937 г. и Богословския и Правния факултет при Софийския университет „Св. Климент Охридски“.
От 1941 до 1963 г. преподава във Факултета за социални и стопански науки на СУ и ВИИ „Карл Маркс“, днес УНСС последователно като асистент, доцент и професор по стопанска история. От 1958 до 1962 е заместник-ректор. От 1963 г. преминава на работа в Института по история при БАН, където в продължение на 10 години завежда секция „Обща история“. През 1972 г. защитава дисертация за доктор на историческите науки на тема „Георги Димитров и съветската общественост 1934 – 1945“. През същата година е назначен за директор на Етнографския институт с музей при БАН и остава на този пост до 1988. През 1974 г. е избран за член-кореспондент на БАН, а през 1984 – за академик. През този период той става един от идеолозите на Възродителния процес.
Член-кореспондент на Академията на науките на ГДР. Член на Македонския научен институт.
Главен редактор на списанията „Исторически преглед“ (1974 – 1990), „Родознание“ и „Българска етнография“.
Дългогодишен председател на българо-германската комисия на историците, член на българо-съветската комисия на историците.
Член на ръководството на Съюза на учените в България, Българското историческо дружество, Българското генеаложко дружество, Фондация „Славяни“, Общобългарския комитет „Васил Левски“, Дружеството на стопанските историци в България, Академичния клуб „Проф. Марин Дринов“ и др.
Умира на 30 юни 2003 година в София.

## Отличия
- 1977 г. – удостоен е с орден „Народна република България“, II степен.[3]

## Трудове
- Обща стопанска история на народното стопанство. Увод и Стара история. С. 1955
- Обща история на народното стопанство, том 2 – Средновековна история
- Обща история на народното стопанство, том 3 – Нова история. Пловдив. 1957
- Домонополистичен капитализъм. София. 1960. (второ издание 1963)
- Нова и най-нова стопанска история. София. 1966
- Икономиката на България до социалистическата революция, том 1, София. 1989 (Второ издание. 1996)
- Проблеми на стопанската история. София. 2000 (колектив)
- Обща стопанска история. С. 1963 (4-то издание. 1987)
- Българо-германски отношения и връзки. Изследвания и материали, том 2 – 4, София. 1979 – 1989 (колектив)
- Теоретични проблеми на етнографията, С. 1991
- Етнография на България в три тома. С. 1980 – 1989 (редактор и съавтор)
- Пирински край. Етнографски, фолклорни и езикови проучвания. С. 1980 (колектив)
- История на България в 14 тома, С. 1979 (член на главната редакция)
- Нова и най-нова стопанска история. С. 1966
- Революционното профсъюзно движение в България. Кратък исторически очерк, С. 1957 (колектив), 1968
- Стопански отношения и връзки между България и Съветския съюз до Девети септември (1917 – 1944), С. 1956
- История на България, т. 2,3,4. С. 1955, 1964 (колектив)
- Георги Димитров. Биографичен очерк, С. 1973 (колектив)
- Българо-съветски отношения и връзки. Документи и материали. С. 1977 (колектив) и др.
- Етнография и съвременност, София. 1976 (колектив)
- Теоретико-методологически проблеми на етнографската наука, Велико Търново. 1979
- Българска народна култура. Историко-етнографски очерк, София. 1981 (колектив)
- Очерк традиции народной културы, София. 1984 (колектив)
- Изследвания. „В чест на Христо Вакарелски по случай 80-годишнината от рождението му“, София. 1980